# Лозанна (округ)
Лозанна (фр. District de Lausanne) — округ у Швейцарії в кантоні Во.
Адміністративний центр — Лозанна.

## Громади
У таблиці наведено список громад округу станом на 2022 рік, населення та площа станом на 2019 рік.

| Українська назва     | Оригінальна назва     | Код BFS | Населення | Площа |
| -------------------- | --------------------- | ------- | --------- | ----- |
| Епаленж              | Epalinges             | 5584    | 9695      | 4,6   |
| Жутан-Мезері         | Jouxtens-Mézery       | 5585    | 1423      | 1,9   |
| Ле-Мон-сюр-Лозанна   | Le Mont-sur-Lausanne  | 5587    | 8992      | 9,8   |
| Лозанна              | Lausanne              | 5586    | 139408    | 41,4  |
| Романель-сюр-Лозанна | Romanel-sur-Lausanne  | 5592    | 3289      | 2,9   |
| Шезо-сюр-Лозанна     | Cheseaux-sur-Lausanne | 5582    | 4335      | 4,6   |